# Lee Sang-min (chính khách)
Đây là một tên người Triều Tiên, họ là Lee.
Lee Sang-min (sinh tháng 11 năm 1965) là một luật sư người Hàn Quốc và là một cựu thẩm phán. Ông hiện là Bộ Hành chính và An ninh trong Nội các Yoon Suk-yeol.